# Aristide Guarneri
Aristide Guarneri (Cremona, Provincia de Cremona, Italia, 7 de marzo de 1938) es un exfutbolista y director técnico italiano. Se desempeñaba en la posición de defensa.

## Selección nacional
Fue internacional con la selección de fútbol de Italia en 21 ocasiones y marcó 1 gol. Debutó el 12 de mayo de 1963, en un encuentro amistoso ante la selección de Brasil que finalizó con marcador de 3-0 a favor de los italianos.

### Participaciones en Copas del Mundo
| Mundial                        | Sede       | Resultado    |
| ------------------------------ | ---------- | ------------ |
| Copa Mundial de Fútbol de 1966 | Inglaterra | Primera fase |

### Participaciones en Eurocopas
| Eurocopa      | Sede   | Resultado |
| ------------- | ------ | --------- |
| Eurocopa 1968 | Italia | Campeón   |

## Clubes

### Como futbolista
| Club            | País   | Año       |
| --------------- | ------ | --------- |
| Calcio Como     | Italia | 1957-1958 |
| Inter de Milán  | Italia | 1958-1967 |
| Bologna F. C.   | Italia | 1967-1968 |
| S. S. C. Napoli | Italia | 1968-1969 |
| Inter de Milán  | Italia | 1969-1970 |
| U. S. Cremonese | Italia | 1970-1971 |

### Como entrenador
| Club              | País   | Año       |
| ----------------- | ------ | --------- |
| Viadana           | Italia | 1982-1983 |
| U. S. Soresinese  | Italia | 1983-1984 |
| A. C. Sant'Angelo | Italia | 1984-1985 |
| U. S. Fiorenzuola | Italia | 1986      |

## Palmarés

### Como futbolista

#### Campeonatos nacionales
| Título  | Club           | País   | Año     |
| ------- | -------------- | ------ | ------- |
| Serie A | Inter de Milán | Italia | 1962-63 |
| Serie A | Inter de Milán | Italia | 1964-65 |
| Serie A | Inter de Milán | Italia | 1965-66 |

#### Copas internacionales
| Título                | Club                | País   | Año     |
| --------------------- | ------------------- | ------ | ------- |
| Liga de Campeones     | Inter de Milán      | Italia | 1963-64 |
| Copa Intercontinental | Inter de Milán      | Italia | 1964    |
| Liga de Campeones     | Inter de Milán      | Italia | 1964-65 |
| Copa Intercontinental | Inter de Milán      | Italia | 1965    |
| Eurocopa              | Selección de Italia | Italia | 1968    |